# Lypiw Rih
Lypiw Rih (ukrainisch Липів Ріг; russisch Липовый Рог Lipowyj Rog) ist ein Dorf in der ukrainischen Oblast Tschernihiw mit etwa 672 Einwohnern.

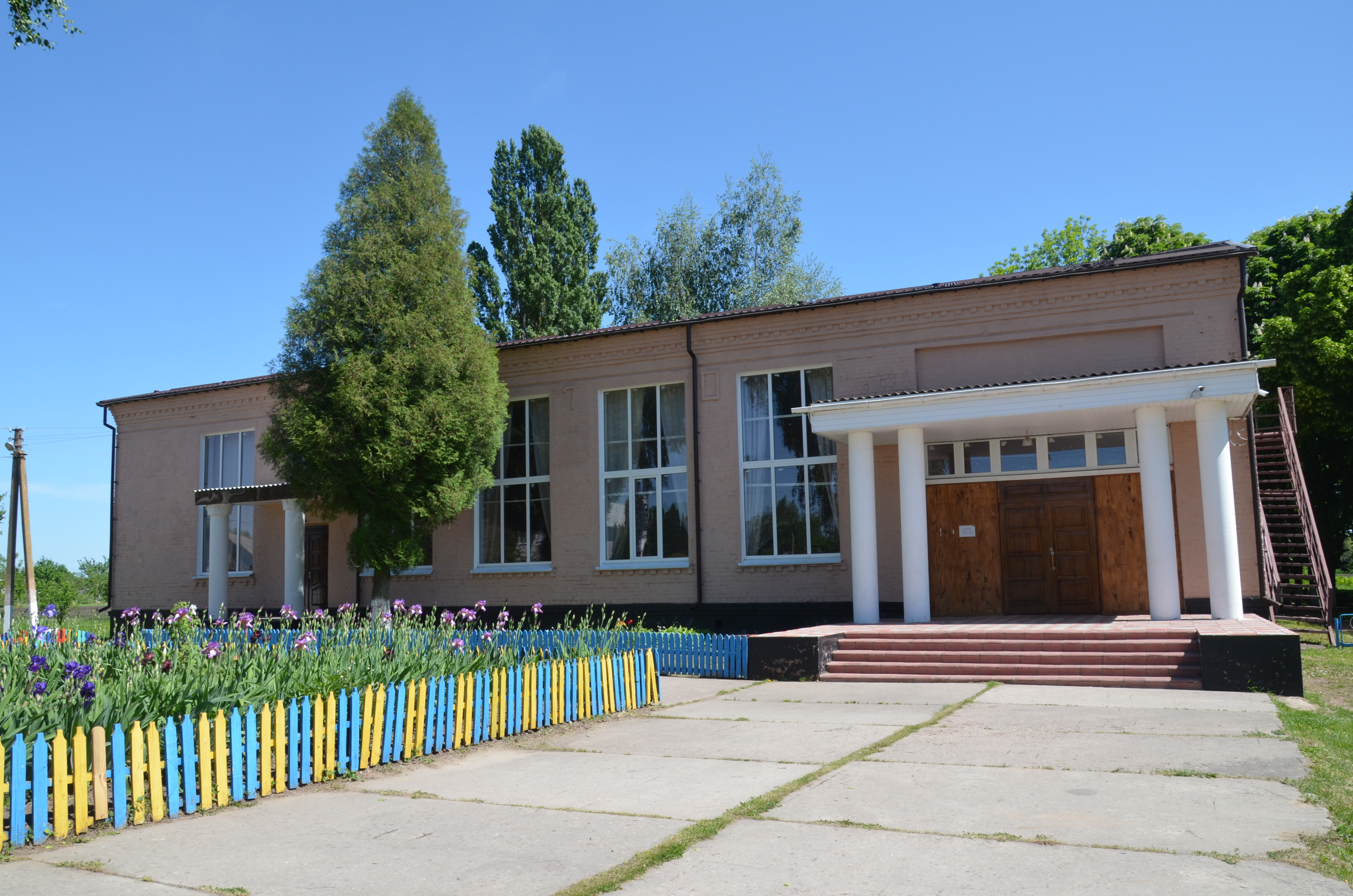
Gebäude im Ort

Das in der ersten Hälfte des 14. Jahrhunderts gegründete Dorf liegt auf 124 m Höhe am Ufer der Oster, einem 199 km langen Nebenfluss der Desna, 9 km nordöstlich vom Rajonzentrum Nischyn und 89 km südöstlich vom Oblastzentrum Tschernihiw.
Auf dem Gemeindegebiet des Dorfes befindet sich die Lypiwriskyj-Eiche (Липіврізький дуб) ein botanisches Naturdenkmal, das nach Schätzungen des Kiewer Ökologischen und Kulturellen Zentrums etwa 500 Jahre als ist.
Am 12. Juni 2020 wurde das Dorf ein Teil der Landgemeinde Wertijiwka, bis dahin bildete es die gleichnamige Landratsgemeinde Lypiw Rih (Липоворізька сільська рада/Lypoworiska silska rada) im Zentrum des Rajons Nossiwka.

## Söhne und Töchter der Ortschaft
- Lykera Polusmakowa (ukrainisch Ликера Іванівна Полусмакова auch Lukerija Polusmak Лукерія Полусмак; 1840–1917), 1860 kurzzeitig Verlobte Taras Schewtschenkos